# Kő-hegy (Mogyorósbánya)
A Kő-hegy egy 297 m magas kiemelkedés a Gerecsében, Mogyorósbánya közigazgatási területén. 
Áthalad rajta a 11-es számú Országos Kéktúra szakasz. Északkeleti oldalán a Kőszikla – ahol kereszt is áll – kedvelt kilátópont, szép panorámát nyújt észak és északkelet felé.